# Euphaedra lucullus
Euphaedra lucullus är en fjärilsart som beskrevs av Herbst 1792. Euphaedra lucullus ingår i släktet Euphaedra och familjen praktfjärilar. Inga underarter finns listade i Catalogue of Life.